# Watson (intelligence artificielle)
Pour les articles homonymes, voir Watson.

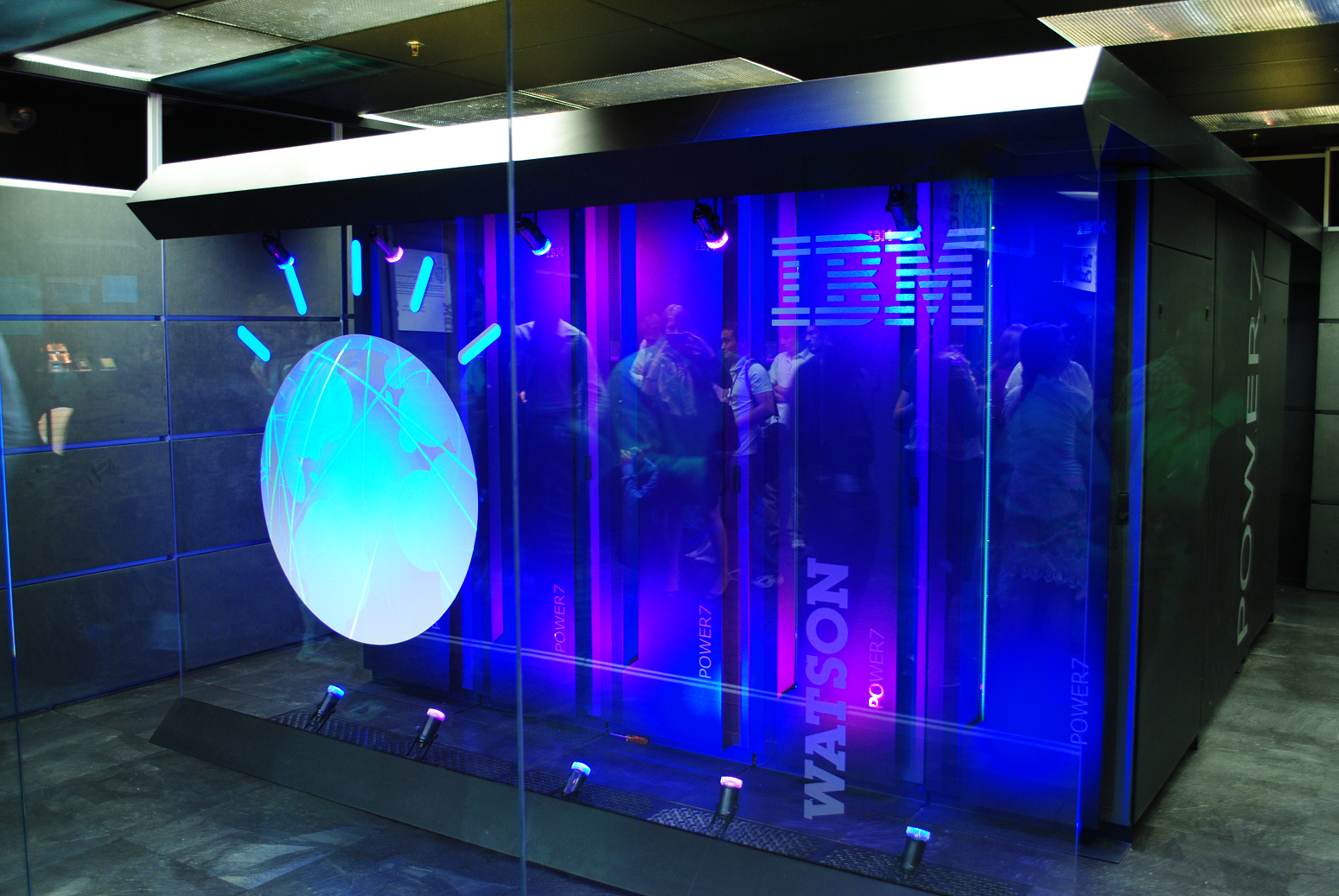
Un prototype initial de Watson en 2011.

Watson est un programme informatique d'intelligence artificielle conçu par la société IBM dans le but de répondre à des questions formulées en langage naturel. Il s'intègre dans un programme de développement plus vaste, le DeepQA research project.
Le nom « Watson » fait référence à Thomas J. Watson, dirigeant d'IBM de 1914 à 1956, avant même que cette société ne s'appelle ainsi.
En 2011, Watson connaît une notoriété au niveau mondial quand il devient le champion du jeu télévisé américain Jeopardy!, en battant les meilleurs concurrents humains de l'histoire de ce jeu.

## Participation àJeopardy!

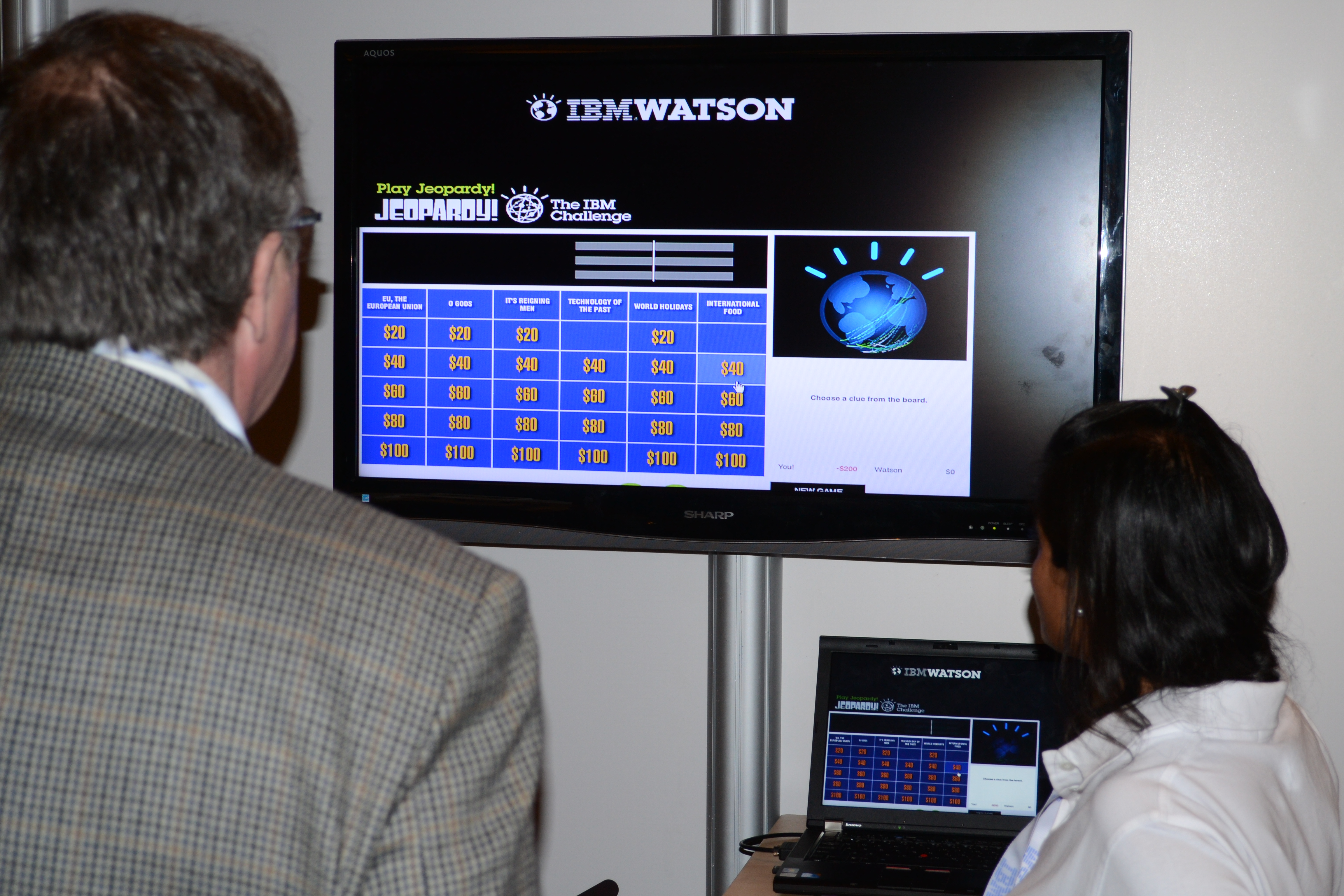
Présentation de Jeopardy! sur Watson lors d'un salon informatique.

Quatorze ans après la confrontation entre Deep Blue et le champion d'échecs Garry Kasparov, qui avait vu la défaite de ce dernier, les équipes d'IBM font participer Watson au célèbre jeu télévisé américain Jeopardy!, un jeu où les candidats doivent trouver les questions correspondant à des réponses posées. Pour ce faire, Watson devait être capable de comprendre l’énoncé des questions, utiliser le buzzer pour prendre la main, trouver les réponses en quelques secondes, et, grâce à un système de synthèse vocale, énoncer au présentateur les réponses, ainsi que de choisir le thème et le montant de la prochaine question, conformément aux règles du jeu.
À l'issue de trois manches diffusées les 14, 15 et 16 février 2011, Watson remporte le jeu télévisé face à Ken Jennings et Brad Rutter (en), deux des plus grands champions du jeu. À l'issue du jeu, les gains de Watson s'élèvent à un million de dollars, 300 000 dollars pour Ken Jennings et 200 000 dollars pour Brad Rutter. Les deux champions humains reversent la moitié de leurs gains à des associations caritatives, tandis qu'IBM reverse 50 % à World Community Grid et 50 % à World Vision.
Le supercalculateur sur lequel le programme d'intelligence artificielle de Watson était exécuté était situé en dehors du plateau de télévision ; un écran de télévision, placé derrière un pupitre représentait Watson aux côtés des deux autres candidats. Cet écran affichait l'avatar de Watson, qui était le logo du projet : un globe terrestre surmonté de rayons lumineux, évoquant une ampoule allumée. Cet avatar s'animait plus ou moins rapidement selon la puissance de calcul employée par Watson à la recherche d'une réponse, et sa couleur indiquait la certitude de la réponse trouvée : dans les tons verts pour une réponse sûre, dans les tons orange en cas de doute.
Lors d'une session de répétition en condition de jeu réelle tenue mi-janvier 2011, Watson avait déjà gagné face aux deux champions.

## Détails techniques

Schéma (en anglais) de l'architecture de haut niveau « DeepQA » d'IBM, utilisée pour Watson.

La configuration matérielle sur laquelle fonctionnait le programme d'intelligence artificielle de Watson a été conçue spécifiquement pour  Jeopardy! à partir de serveurs Power 750 de la gamme IBM Power Systems. Watson fonctionnant sous GNU/Linux, contrairement à Deep Blue (un autre supercalculateur d'IBM qui a affronté au jeu d'échecs le grand maître Garry Kasparov) qui utilisait un système hautement personnalisé. 
La configuration matérielle est composée de 90 serveurs Power 750 réunis dans dix racks. Chaque POWER7 750 contient quatre processeurs POWER7 octo-cores cadencés à 3,55 GHz, soit 32 cœurs par serveur, soit au total 2 880 cœurs POWER7. La quantité de mémoire vive totale est de 16 téraoctets (16 384 Go).[réf. souhaitée]. La puissance de calcul atteinte par Watson est de 80 téraflops (80 000 milliards d'opérations par seconde).[réf. souhaitée]
Cette puissance de calcul permet à Watson de répondre aux questions dans des délais comparables à ceux de ses concurrents humains (IBM estime qu'avec un unique processeur, le programme aurait besoin de deux heures pour répondre à une question). IBM a pensé pendant un temps utiliser une configuration de type Blue Gene, mais la faible parallélisation d'une partie du logiciel a fait qu'elle n'aurait pas permis de répondre dans le temps imparti. 
Le programme d'intelligence artificielle de Watson utilise le framework Hadoop pour parcourir une grande quantité de contenu disponible en local (deux cents millions de pages lors de sa victoire à Jeopardy!) très rapidement (en moins de trois secondes pour Jeopardy!). La question est transmise au programme par l'intermédiaire d'un fichier texte en même temps qu'elle est affichée pour les participants humains.

## Applications actuelles et futures
Après 2012, IBM se focalise sur les façons de monétiser Watson en business analytics (analyse commerciale) : « L’objectif est de finaliser trois projets pilotes avec des clients cette année et de lancer la phase de commercialisation de nouvelles offres avant la fin de 2012 ».
Du fait de sa capacité à comprendre le langage naturel, Watson serait utile dans le domaine du diagnostic médical ou pour assister les conseillers financiers[réf. souhaitée]. Citigroup explore l'utilisation potentielle de cette technologie pour gérer la masse de données produite en finance, par exemple « les 9 000 pages de données produites quotidiennement par l’agence Reuters ».[réf. souhaitée] D’autres cas d’usage de Watson sont envisagés notamment dans des centres d'appels.[réf. souhaitée]
Après l'intégration de l'Urban Dictionary dans son vocabulaire, Watson a été incapable de distinguer le langage soutenu de l'argot : il mettait souvent le mot « bullshit » (« connerie ») en réponse à une demande de recherche. Il aurait aussi pris la « mauvaise habitude » de lire Wikipédia. IBM aurait décidé de restreindre Watson à un usage médical. Certains membres de l'équipe d'Eric Brown estiment que Watson a passé le test de Turing en remportant Jeopardy!.[réf. nécessaire]
En 2016, un centre de recherche de la faculté de médecine de l'université de Tokyo dirigé par le professeur Arinobu Tojo a utilisé Watson pour aider les médecins dans le diagnostic d'un cas rare de leucémie. En dix minutes, le supercalculateur a trouvé la véritable cause ; les médecins estiment qu'il leur aurait fallu deux semaines pour faire la même tâche, rendant le traitement beaucoup plus incertain,.
L'assistant juridique baptisé ROSS (basé sur l'API Watson et développé par une startup canadienne), capable d'analyser la jurisprudence dans certains domaines, a été adopté par un cabinet d'avocats américain en 2016. ROSS a fermé en décembre 2020, sous la pression d'une action en justice de Thomson Reuters (Westlaw).
En 2022, Watson Health est vendu à un fonds d'investissement après avoir échoué dans le domaine médical.

## Logiciels comparables
Rasa Open Source est un logiciel open source qui comprend un cadre pour la compréhension du langage naturel, la gestion du dialogue et les intégrations.